# Маџари (Сисак)
Маџари су насељено место у саставу града Сиска, у Банији, Република Хрватска.

## Историја
Маџари су се од распада Југославије до августа 1995. године налазили у Републици Српској Крајини. До нове територијалне организације у Хрватској место је припадало бившој великој општини Петриња.

## Становништво
На попису становништва 2011. године, Маџари су имали 237 становника.

## Попис 1991.
На попису становништва 1991. године, насељено место Маџари је имало 332 становника, следећег националног састава:
| Попис 1991.‍  | Попис 1991.‍  | Попис 1991.‍ | Попис 1991.‍ | Попис 1991.‍ |
| ------------ | ------------ | ----------- | ----------- | ----------- |
|              |              |             |             |             |
| Хрвати       | Хрвати       |             | 189         | 56,92%      |
| Срби         | Срби         |             | 91          | 27,40%      |
| Југословени  | Југословени  |             | 34          | 10,24%      |
| Македонци    | Македонци    |             | 1           | 0,30%       |
| Муслимани    | Муслимани    |             | 1           | 0,30%       |
| неопредељени | неопредељени |             | 16          | 4,81%       |
| укупно: 332  |              |             |             |             |